# Aleida Núñez
Aleida Núñez (Lagos de Moreno, 24 de enero de 1975) es una cantante, actriz y modelo mexicana. 

## Inicios
Fue reina de belleza en diversos certámenes regionales durante su adolescencia. En 1992 es ganadora del certamen de belleza Región de los Altos en Lagos de Moreno. 
En 1994 obtuvo el segundo lugar en el certamen Nuestra Belleza Guanajuato. Inició su carrera en los medios de comunicación, siendo conductora de distintos programas en el canal 10 de León. También, fue modelo publicitaria y de pasarela, antes de incursionar en la actuación.

## Biografía
Es egresada de la carrera de comunicación de la Universidad del Bajío, en León. 
En 1998 emigró a la Ciudad de México para iniciar su preparación actoral en el CEA, la cual concluyó en el 2000 y de inmediato obtuvo su primer papel importante como la hija de Angélica María en la exitosa comedia Mamá nos quita los novios, la cual realizó una extensa gira por el país con Angélica María y Julio Alemán. Participó más adelante en las telenovelas Salomé, Entre el amor y el odio, Las vías del amor, Mariana de la noche, Contra viento y marea y más recientemente en La fea más bella, al lado de Angélica Vale y Jaime Camil.
Otro ámbito en el que ha sabido demostrar sus cualidades es en el de la conducción, habiendo sido conductora esporádica de programas tales como Vida TV y Festival de Humor. Actualmente es conductora del programa Viva la mañana en el Canal 4 de Televisa.
A lo largo de su carrera, se ha presentado esporádicamente como cantante trabajando en el proyecto para un disco de música grupera bajo la producción de Toño Berumen, pero el material nunca fue lanzado por problemas contractuales.  Desde principios del 2007, ha comenzado a hacer presentaciones en varias partes del país, con un género musical que va desde baladas hasta gruperas.
Desde 2005 ha posado para distintas revistas mexicanas. Su aparición en la revista For Him Magazine (México), en agosto de 2006, fue el ejemplar más vendido de esta publicación durante el año En enero de 2007 se desnudó por primera vez para la revista H Extremo. Actualmente está casada con Tadeo Mendoza.

## Trayectoria

### Telenovelas
- El ángel de Aurora (2024) - Brenda
- Corazón guerrero (2022) - Selena Recuero[3]
- La mexicana y el güero (2020-2021) - Rosenda[4]
- Por amar sin ley (2018) - Milena Téllez
- El bienamado (2017) - Gloriana
- Hasta el fin del mundo (2014-2015) - Irma Fernández
- Un refugio para el amor (2012) - Violeta Ramos/Violeta Trueba Ramos/Coral
- Cuando me enamoro (2010-2011) - Alfonsina Campos Flores
- Mañana es para siempre (2008-2009) - Gardenia Campillo
- La fea más bella (2006-2007) - Jazmín García
- Destilando amor (2007) - Presentadora
- Contra viento y marea (2005) -  Perla "Perlita" Granados
- Mariana de la noche (2003-2004) - Miguelina de Páramo
- Las vías del amor (2002-2003) - Lucy
- Entre el amor y el odio (2002) - India
- Salomé (2001-2002).

### Series
- El Señor de los Cielos (2024) - Nina[5]
- Esta historia me suena (2022) - Titina. Episodio: Una aventura[6]
- La rosa de Guadalupe

Capítulo ”Ardiente Tentación” (2018) - Isabella
- Como dice el dicho

Capítulo ”Quién oye y calla, consiente” (2018)
Capítulo ”Mientras más profundo es el río, menos ruido hace” (2018)
- Mujeres asesinas

Capítulo "Cándida, esperanzada" (2008) - Doris.
Capítulo "Elvira y Mercedes, Justicieras" (2010) - Mercedes González
- Par de ases (2005) - Varios
- Mujer casos de la vida real (2001-2005) - Varios

### Programas
- Los 50 (2024) — Concursante[7]
- La casa de los famosos (2023) — Concursante[8]
- Festival del Humor (2002-2003) — Conductora
- Viva la mañana (2005) — Conductora

### Teatro
- 2016, ¿Por qué los hombres aman a las cabronas?[9]
- 2014 Hasta el fin del mundo cantaré[10][11]
- 2011 Las arpìas Susana

### Premios
- Galardón de Honor de la Plaza de las Estrellas, por su actuación en la telenovela "El Bienamado" 2017[12]